# Liberty Lines
Libertylines SpA, anciennement connue sous le nom de Ustica Lines, est une compagnie de navigation maritime privée italienne, qui a commencé son activité en effectuant des liaisons rapides entre Naples et la Sicile et entre la Sicile et la Tunisie.

## Histoire
La compagnie a été créée le 2 décembre 1993 par l'armateur napolitain Vittorio Morace. Le développement de l'activité fut très rapide. Dès 1995, de nouvelles liaisons sont assurées comme Lampedusa-Linosa et Trapani-les Îles Égades.
En 1996, la société entre au capital de « Rodriguez Cantieri Navali » (NDR : à ne pas confondre avec son homonyme français Rodriguez (yachts)), filiale du groupe de construction navale Intermarine SpA, elle-même filiale du groupe IMMSI S.p.A. à hauteur de 33 %. Elle revendra cette participation en 2001.
En 2001, elle rachète la compagnie des Canaries "Garajonay Expres S.L. et crée la compagnie "Trieste Lines srl" pour assurer les liaisons entre l'Italie et l'Istrie. Elle ouvre également la ligne régulière directe pour Ustica et Pantelleria.
En 2004, la compagnie Ustica Lines rachète les navires de la Società Navigazione Alta Velocità-SNAV pour les liaisons régulières entre la Sicile et les Îles Éoliennes, et proposer de nouvelles liaisons comme San Vito Lo Capo (Trapani)-Îles Égades et Marsala-Îles Égades. Depuis la saison 2005 de football italien, la compagnie est devenue sponsor officiel du club Trapani Calcio.
La compagnie reçoit une aide financière de la Région Sicile pour effectuer les liaisons Ro-Ro entre les îles mineures. Il faut préciser qu'en Italie, le coût du trajet entre une ville du continent et un lieu sur une île ne comprend que celui sur la terre ferme, la distance en mer reste à charge de l'État italien au titre de la continuité territoriale.
Depuis 2008, la compagnie détient 60 % du capital du consortium « Metromare dello Stretto », une association temporaire (5 ans) de sociétés mixtes (privé-public) garantissant des liaisons rapides quotidiennes à travers le détroit de Messine, entre les ports de Messine, Villa San Giovanni et Reggio de Calabre. Les 40 % restants sont détenus par RFI SpA, du groupe Ferrovie dello Stato Italiane. En 2011, elle a racheté 50 % de la compagnie maritime BluNavy SpA, qui assure les liaisons avec l'île d'Elbe. Depuis 2013, elle n'en détient plus que 10 %.
Le 30 juin 2013, le service "Metromare dello Stretto" est dissout, comme prévu lors de sa constitution, ce qui engendre une réduction du nombre de liaisons entre l'Italie et la Sicile à travers le détroit de Messine.
En 2014, la société a fait l'acquisition de la société HSC Shipyard, chantier naval sicilien de 80 salariés, spécialisé dans la construction de navires rapides et d'hydroptères.
En août 2015, la fonction d'administrateur délégué (Directeur général) est assurée par le fils du fondateur du groupe, Ettore Morace.
Le 24 mars 2016, la compagnie a inauguré le lancement du Gianni M, le plus gros hydroptère au monde, construit dans les chantiers navals siciliens de Trapani par la filiale du groupe "Cantieri HSC", avec la collaboration du département d'Ingénierie de l'Université de Palerme. Cet hydroptère géant peut accueillir 350 passagers Ce même jour, lors du discours de lancement, Ettore Morace annonce qu'il va acquérir la compagnie Siremar qu'il gèrera avec la compagnie Caronte & Tourist SpA. Cette compagnie traitera les liaisons avec des ferrys tandis qu'Ustica Lines n'utilisera que des hydroptères.
Le 13 avril 2016, le Président du groupe, Ettore Morace, annonce le changement de dénomination sociale de la compagnie : Liberty Lines. De plus, avec la reprise de la compagnie Siremar par Società Navigazione Siciliana, filiale à 50% de Libert Lines, les neuf hydroptères qu'elle détenait sont transférés à Liberty Lines.
En mars 2017, la compagnie a racheté 50,9 % de la société Traghetti delle Isole, spécialisée dans les liaisons maritimes avec les îles.

## Le groupe Liberty Lines
Au 1er novembre 2017, le Liberty Lines Group comprenait :
- Liberty Lines S.p.A., compagnie de navigation,
- Trieste Lines srl
- Liberty Shipyard
- Società Navigazione Siciliana S.p.A. (50 %)
- Traghetti delle Isole (50,9 %)
- Trapani Calcio S.r.l. (50 %)

Son Président et Administrateur délégué est Ettore Morace.

## La flotte de la compagnie
| Nom                   | Type                      | Jauge brute (tonneaux) | Vitesse (nœuds) | Capacité passagers |
| --------------------- | ------------------------- | ---------------------- | --------------- | ------------------ |
| Mirella Morace        | Hydroptère FoilMaster HSC | 194                    | 36              | 232                |
| Adriana M             | Hydroptère FoilMaster HSC | 194                    | 35              | 227                |
| Natalie M             | Hydroptère FoilMaster HSC | 194                    | 36              | 232                |
| Ettore M              | Hydroptère FoilMaster HSC | 194                    | 35              | 240                |
| Eduardo M             | Hydroptère FoilMaster HSC | 196                    | 35              | 224                |
| Calypso               | Hydroptère FoilMaster HSC | 194                    | 34              | 238                |
| Antioco               | Hydroptère FoilMaster HSC | 194                    | 34              | 238                |
| Eschilo               | Hydroptère FoilMaster HSC | 194                    | 34              | 238                |
| Eraclide              | Hydroptère FoilMaster HSC | 194                    | 34              | 238                |
| Platone               | Hydroptère FoilMaster HSC | 194                    | 34              | 238                |
| Atanis                | Hydroptère FoilMaster HSC | 194                    | 34              | 238                |
| Tiziano               | Hydroptère FoilMaster HSC | 259                    | 34              | 242                |
| Mantegna              | Hydroptère RHS 160 F DSC  | 233                    | 40              | 210                |
| Alijumbo Messina      | Hydroptère RHS 160 F DSC  | 177                    | 33              | 206                |
| Alijumbo Zibibbo      | Hydroptère RHS 160 F DSC  | 225                    | 33              | 203                |
| Gianni M (hydroptère) | Hydroptère Admiral HSC    | 155                    | 38              | 350                |
| Carlo Morace          | Hydroptère Admiral HSC    | 130                    | 36              | 230                |
| Ammarì                | Hydroptère Admiral HSC    | 130                    | 36              | 230                |
| Federica M            | Catamaran avec foils HSC  | 499                    | 30              | 350                |
| Gabriele M            | Catamaran avec foils HSC  | 445                    | 30              | 272                |
| Snav Aquarius         | Catamaran avec foils HSC  | 442                    | 32              | 350                |
| Vittoria M            | Catamaran avec foils HSC  | 499                    | 18              | 331                |
| Ale M                 | Catamaran avec foils HSC  | 407                    | 18              | 265                |
| Garagonay             | Catamaran avec foils HSC  | 407                    | 28              | 267                |
| Gianluca M            | Monocoque                 | 253                    | 30              | 210                |
| Emma M                | Monocoque                 | 240                    | 30              | 205                |
| Sofia M               | Monocoque                 | 242                    | 31              | 206                |
| Carlotta M            | Monocoque                 | 240                    | 31              | 206                |
| Marco M               | Monocoque                 | 241                    | 31              | 205                |

La compagnie Liberty Lines est aujourd'hui la plus grande compagnie de ferries italienne de la Méditerranée.

## Les lignes
- Îles Égades
- Îles Éoliennes
- Îles Pélages
- Pantelleria
- Ustica
- Messine ↔ Reggio de Calabre

## Galerie

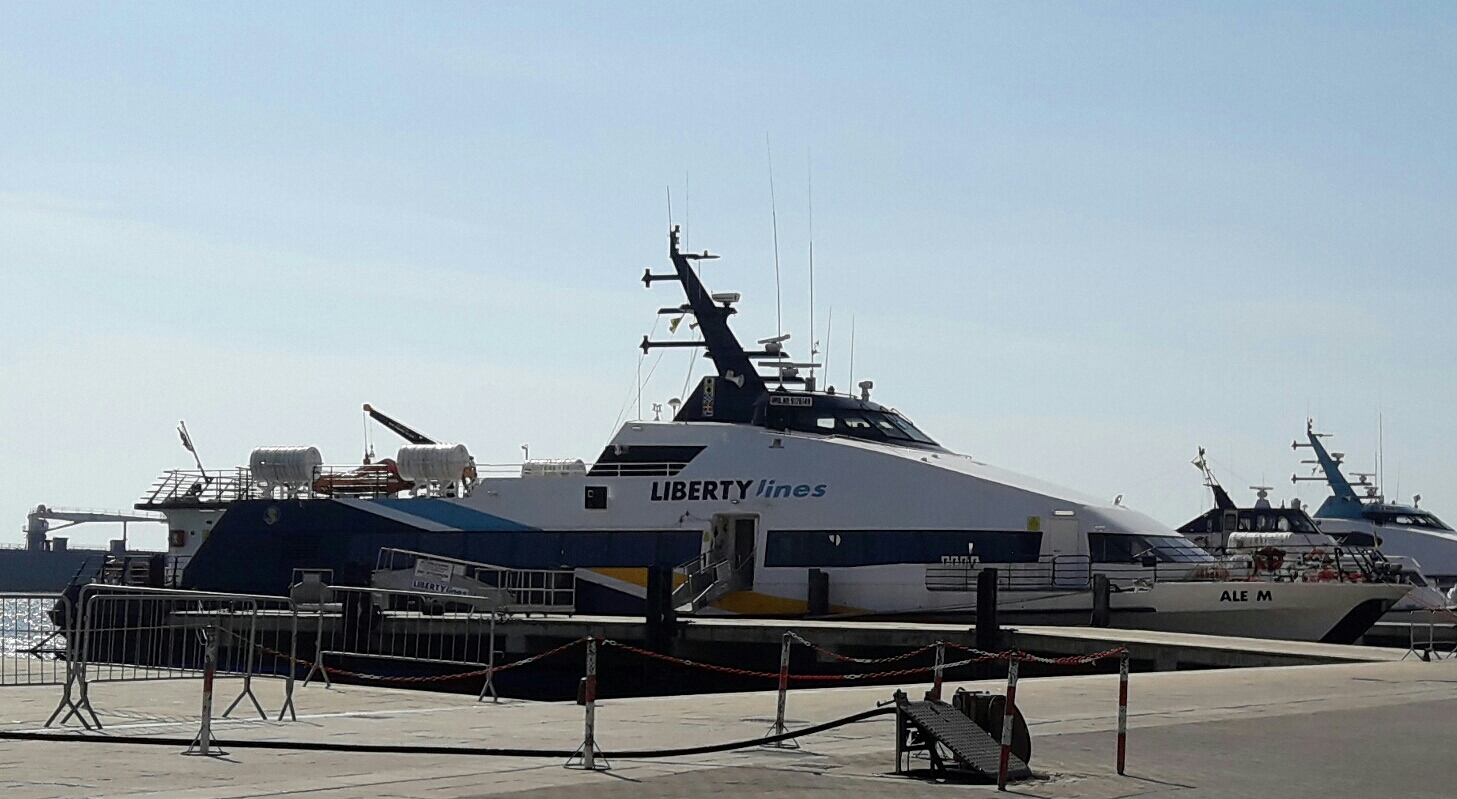
Le catamaran ALE M.
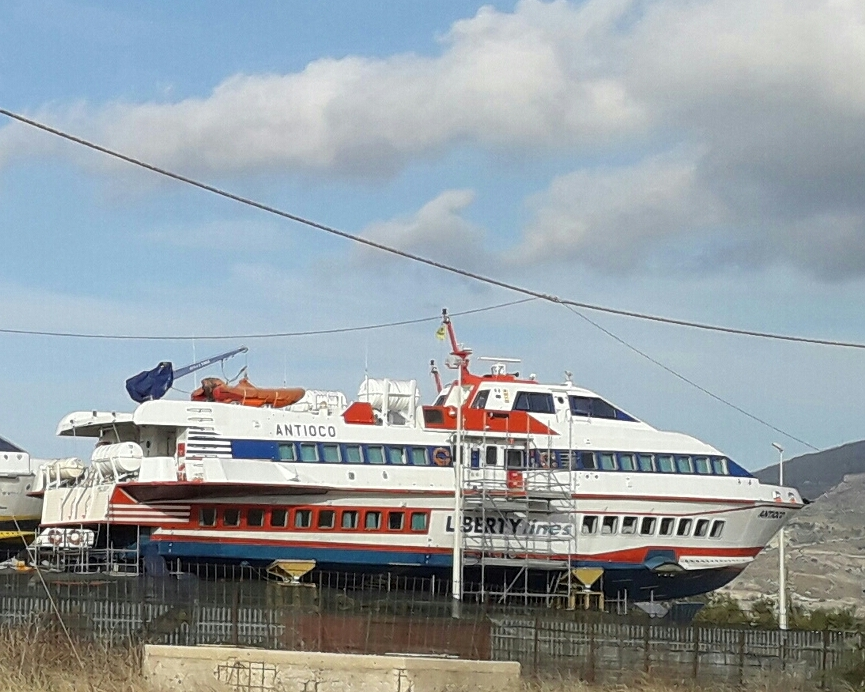
L'hydroptère Antioco
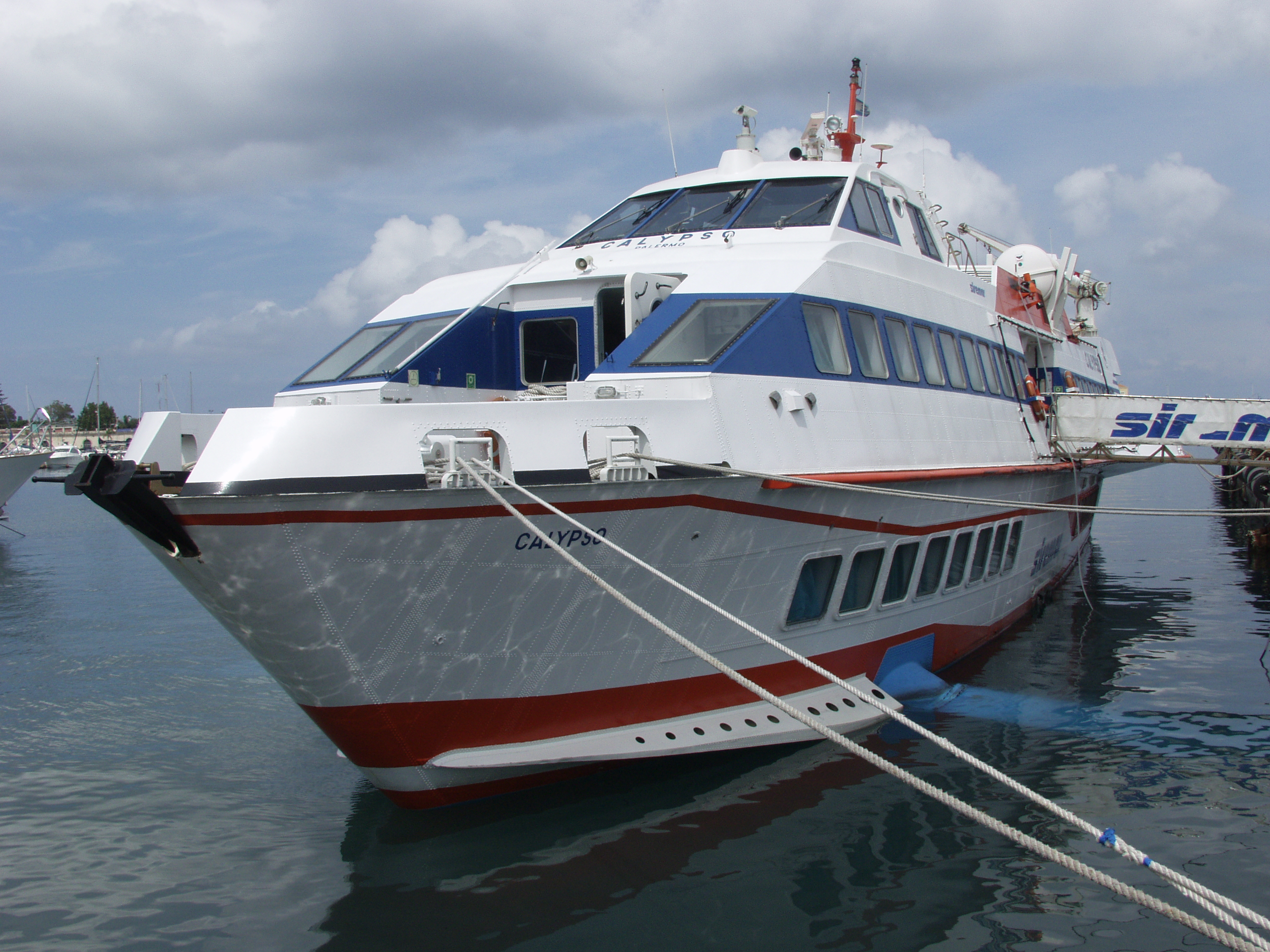
L'hydroptère Calypso à Milazzo
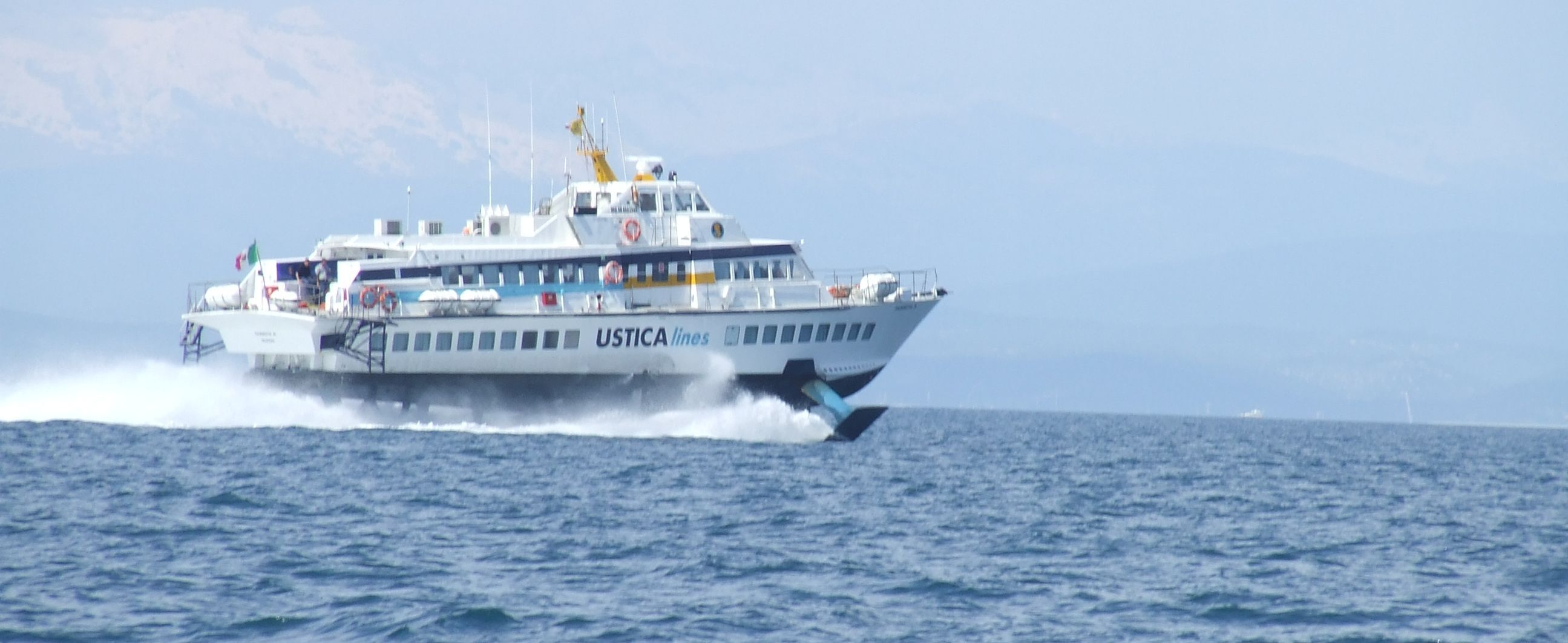
Un hydroptère de l'ancienne compagnie Ustica Lines